# Qu'il était bon mon petit Français
Pour plus de détails, voir Fiche technique et Distribution.
Qu'il était bon mon petit Français (Como Era Gostoso o Meu Francês) est un film brésilien réalisé par Nelson Pereira dos Santos, sorti en 1971.

## Synopsis
À l’époque de l’épisode de la France antarctique et dans le contexte des affrontements au XVIe siècle entre Français et Portugais pour la colonisation du Brésil, le film raconte l’histoire d’un jeune Français recueilli par une tribu cannibale tupinamba. Il s’y intègre progressivement, adoptant leur mode de vie, y prenant une compagne et combattant à leur côté une tribu ennemie, avant d’être finalement mangé par eux après une cérémonie rituelle, son épouse en recevant le meilleur morceau.

## Fiche technique
- Titre original : Como Era Gostoso o Meu Francês
- Titre français: Qu'il était bon mon petit Français
- Réalisation : Nelson Pereira dos Santos
- Scénario : Nelson Pereira dos Santos, et Humberto Mauro pour les dialogues en langue Tupi
- Photo : Dib Lutfi
- Musique : José Rodrix
- Montage : Carlos Alberto Camuyrana
- Pays d'origine : Brésil
- Sociétés de production : 
  - Condor Filmes
  - Luiz Carlos Barreto
  - Produções Cinematográficas
  - Regina Filmes
- Sociétés de distribution : 
  - New Yorker Films (1973) 
  - Regina Filmes (2010)  Brésil

- Langues de la version originale : Portugais/Tupi/Français
- Format : Couleurs
- Genre : Comédie dramatique
- Durée : 84 minutes
- Date de sortie : 1971

## Distribution
- Arduíno Colassanti (pt) : le Français
- Ana Maria Magalhães (pt) : Seboipepe, sa compagne

## Analyse
Le scénario s’inspire du récit d’un marin allemand, Hans Staden qui après avoir vécu deux ans parmi les Tupinambas a publié ses mémoires. D’autres témoignages d’époque ont été rapportés par André Thévet et Jean de Léry.
Le film fait partie du courant brésilien du Cinema Novo. Le récit non dénué d’humour noir, tire son originalité dans la confrontation à une nouvelle culture que le protagoniste découvre et intègre petit à petit au point d’en arriver finalement à accepter son sort et son intégration anthropophagique à la tribu. La nudité intégrale des acteurs tout au long du film a également été perçue à sa sortie comme un élément novateur.

## Accueil

### Critique
« Le film de Pereira dos Santos est plein d'humour et de gaieté. Sa fraîche sensualité nous repose du lourd érotisme à la mode. Les paysages sont magnifiques, et certaines scènes nous rappellent ces gravures du dix-huitième siècle qui, sous l'influence des encyclopédistes, célébraient déjà les vertus des « bons sauvages ».
Les ambitions du film se situent naturellement à un autre niveau. Au franc cannibalisme des Tupinambas, l'auteur oppose le cannibalisme féroce de nos sociétés modernes. Il chante les plaisirs de la vie primitive et laisse entendre que la culture des citoyens de Pindorama valait bien la nôtre. Bref, il marche sur les traces des écologistes et des ethnologues modernes. On le suit sans ennui, et, s’il arrive que la leçon soit un peu confuse, les surprises du récit font de cette fable anthropophagique un aimable spectacle. »

— Jean de Baroncelli, Le Monde, 29 mars 1974

### Distinctions
Le film a été présenté à la Quinzaine des réalisateurs, en sélection parallèle du festival de Cannes 1971.